# László Klausz
László Klausz [ˈlaːsloː ˈklɒus] (* 24. Juni 1971 in Győr) ist ein ehemaliger ungarischer Fußballspieler. In seiner Karriere als Aktiver spielte er in Ungarn, Österreich, Frankreich und Deutschland und war ungarischer Nationalspieler.

## Karriere
Klausz begann seine Karriere bei seinem Heimatverein Bányász Tatabánya und kam über Rába ETO Győr schließlich zum FC Admira Wacker nach Österreich. Mit seinem nächsten Verein Austria Salzburg wurde er österreichischer Meister, bevor er nach diesem Erfolg von Salzburg aus zum FC Sochaux nach Frankreich wechselte. Nach einer erfolglosen Saison in Frankreich ging es in die zweite deutsche Bundesliga zum SV Waldhof Mannheim. Nach drei Jahren in Mannheim und 34 Toren in 96 Spielen für die Waldhöfer ging er zurück nach Österreich und spielte für den Erstligisten Schwarz-Weiß Bregenz. Nach dem Konkurs des Vereines verschlug es ihn in die dritte Leistungsstufe zum SC-ESV Parndorf 1919 in die Regionalliga. Im Sommer 2005 wechselte Klausz schließlich zum kleinen burgenländischen Klub FC Winden, bevor er im Sommer 2006 seine aktive Karriere beendete.
László Klausz absolvierte in seiner Karriere insgesamt 27 Länderspiele für die ungarische Fußballnationalmannschaft. Eine Teilnahme an einem Turnier blieb ihm verwehrt.